# Justin Kurzel
Justin Dallas Kurzel (Gawler, 1974. augusztus 3. –) ausztrál filmrendező, forgatókönyvíró és producer.
Első nagyjátékfilmes rendezése a 2011-es A snowtowni gyilkosságok volt, mellyel elnyerte a legjobb filmrendezőnek járó AACTA-díjat. További filmjei közé tartozik a Macbeth (2015), az Assassin's Creed (2016) és A Kelly banda igaz története (2019). 
2021-es Nitram című életrajzi drámájával rendezőként újabb AACTA-díjat nyert és a Macbeth után egy második Arany Pálmára is jelölték.

## Fiatalkora és családja
Dél-Ausztrália Gawler nevű településén született. Édesapja lengyel, édesanyja máltai származású. Öccse, Jed Kurzel blueszenész, aki Justin legtöbb filmjének zenéjét is szerezte.

## Magánélete
Essie Davis színésznő férje, két ikerlányuk született.

## Filmográfia

### Film
| Év   | Magyar cím                   | Eredeti cím                    | Feladatkör | Feladatkör | Feladatkör | Megjegyzések                        |
| Év   | Magyar cím                   | Eredeti cím                    | Rendező    | Író        | Producer   | Megjegyzések                        |
| ---- | ---------------------------- | ------------------------------ | ---------- | ---------- | ---------- | ----------------------------------- |
| 2004 |                              | Blue Tongue                    | Igen       | Igen       | Nem        | rövidfilm vágó                      |
| 2011 | A snowtowni gyilkosságok     | Snowtown                       | Igen       | Sztori     | Nem        |                                     |
| 2013 |                              | Boner McPharlin's Moll         | Igen       | Igen       | Nem        | The Turning antológiafilm szegmense |
| 2015 | Macbeth                      | Macbeth                        | Igen       | Nem        | Nem        |                                     |
| 2016 | Assassin's Creed             | Assassin's Creed               | Igen       | Nem        | Nem        |                                     |
| 2019 | A Kelly banda igaz története | True History of the Kelly Gang | Igen       | Nem        | Igen       |                                     |
| 2021 |                              | Nitram                         | Igen       | Nem        | Igen       |                                     |

### Televízió
| Év   | Cím                               | Feladatkör | Feladatkör      | Megjegyzések |
| Év   | Cím                               | Rendező    | Vezető producer | Megjegyzések |
| ---- | --------------------------------- | ---------- | --------------- | ------------ |
| 2024 | The Narrow Road to the Deep North | Igen       | Igen            | minisorozat  |

## Fordítás
- Ez a szócikk részben vagy egészben  a   Justin Kurzel című angol Wikipédia-szócikk ezen változatának fordításán alapul.  Az eredeti cikk szerkesztőit annak laptörténete sorolja fel. Ez a jelzés csupán a megfogalmazás eredetét és a szerzői jogokat jelzi, nem szolgál a cikkben szereplő információk forrásmegjelöléseként.